# 톤다이만달람
톤다이만달람 또는 자얀콘다촐라만달람은 오늘날 안드라프라데시주 남부와 타밀나두주 최북단에 위치한 역사적 지역으로, 촐라국 내에 설치된 주요 만달람 중 하나이다. 톤다이만달람은 전설적인 아톤다이 차크라바르티 왕국의 일부를 형성한 지역으로 구성되어 있으며, 페나 강 유역과 폰나이야르 강 유역 사이에서 모호한 경계를 두고 있다. 라자라자 1세의 치세 동안 이 지역은 자얀콘다촐라만달람이라고 불렸다.

## 범위
이 지역에는 안드라주 및 마드라스주의 넬로르, 치토르, 북아르콧과 남아르콧 및 칭겔푸트 지역이 포함된다. 첸나이는 이 지역의 일부였다.
오늘날 타밀나두주 및 안드라프라데시주의 넬로르구, 치토르구, 벨로르구, 라니페트구, 티루파투르구, 티루바나말라이구, 빌루푸람구, 칼라쿠루치구, 티루발루르구, 칸치푸람구, 쳉갈파투구, 쿠달로레구, 첸나이구를 포함한다.

## 역사
마말라푸람 근처에서는 신석기 시대의 무덤 유골함, 케른 서클, 무덤이 있는 항아리 등이 발견되었다. 그 후 1세기 동안 촐라족의 통치하에 들어갔으며, 당시 톤다이나두의 수도는 칸치푸람이었다. 톤다이라는 단어는 덩굴을 의미하고 팔라바라는 용어는 비슷한 의미를 전달한다. 3세기에 톤다이나두는 " 톤다이만"이라는 칭호를 가진 최초의 왕인 일란디라이얀에 의해 통치되었으며, PT 스린바사 리옌가르는 이를 팔라바 왕자와 동일시한다. 팔라바족은 남쪽으로 이동하여 지역 전통을 자신들의 용도로 채택했으며 톤다이라는 땅의 이름을 따서 자신들을 톤다이야르라고 명명했다. 중세 팔라바족은 4세기부터 9세기까지 안드라와 북부 타밀나두주를 통치했으며 고대 칸치푸람에 수도를 두었다. 칼링갓투파라니의 고대 타밀어 시에는 그의 사생아 아돈다이에게 톤다만달람의 통치권을 넘겨준 쿨로퉁가 촐란이 텔랑가나를 정복했다고 언급되어 있다.
톤다이만달람은 2대 촐라 황제인 아디트야에 의해 점령되었다. 그는 칸치푸람의 팔라바족 군대를 물리치고 톤다이나두의 모든 지역, 즉 오늘날 안드라프라데시주의 치투르와 넬로르 지역을 포함한 팔라강 유역 주변의 카베리 분지 북쪽 지역을 촐라 영토로 합병했다.

## 같이 보기
- 팔라바
- 만달람